# Moda na década de 1820
A moda na década de 1820, em países ocidentais e com influência Ocidental, caracterizava-se por roupas femininas em transição dos estilos neoclássicos, denominados de "Império" ou "Regência" de c.1795–1820 (com a silhueta império relativamente não delimitadora) e elementos re-adotados que foram característicos da maior parte do século XVIII (e característicos do restante do século XIX), como saias rodadas e espartilhos claramente visíveis.
A silhueta da moda masculina mudou de maneira semelhante: em meados da década de 1820, os casacos apresentavam ombros largos com mangas bufantes e cintura estreita. As calças eram usadas para o dia-a-dia, enquanto os calções continuavam a ser usados na corte e no campo.

## Moda feminina

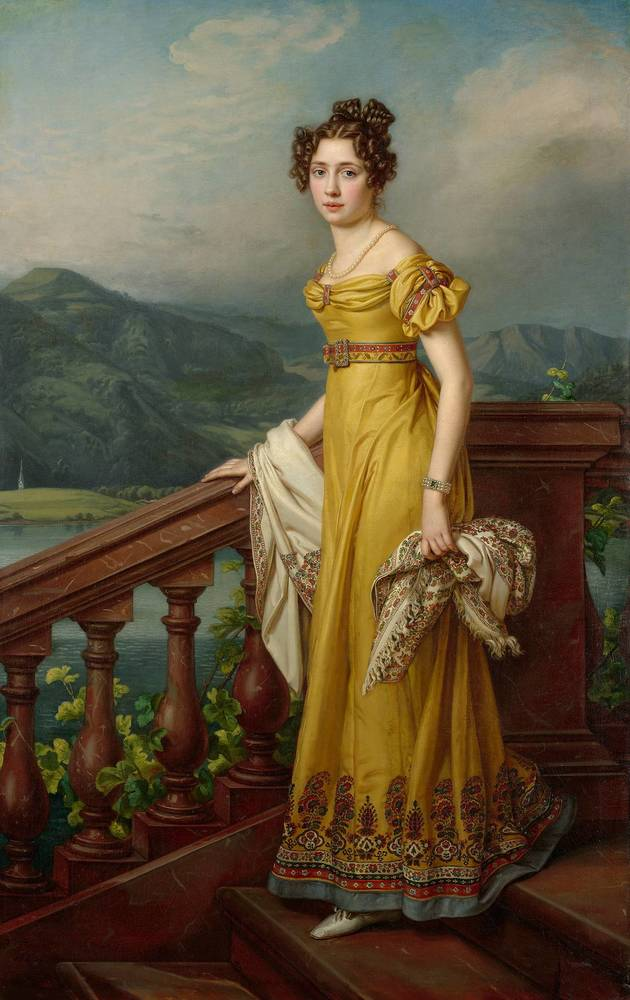
Vestido noturno de 1823 apresenta mangas curtas bufantes e é usado com um xale estampado

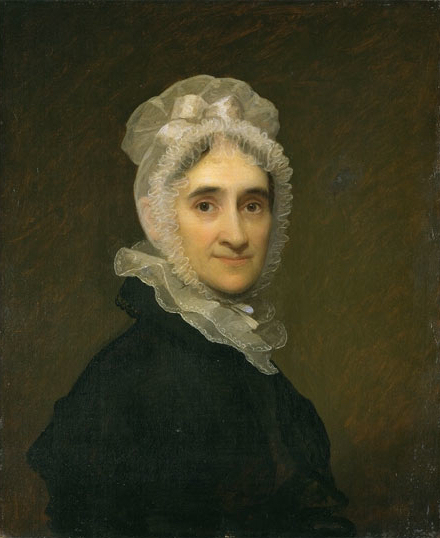
Colarinho franzido e toucado de linho transparente, 1823

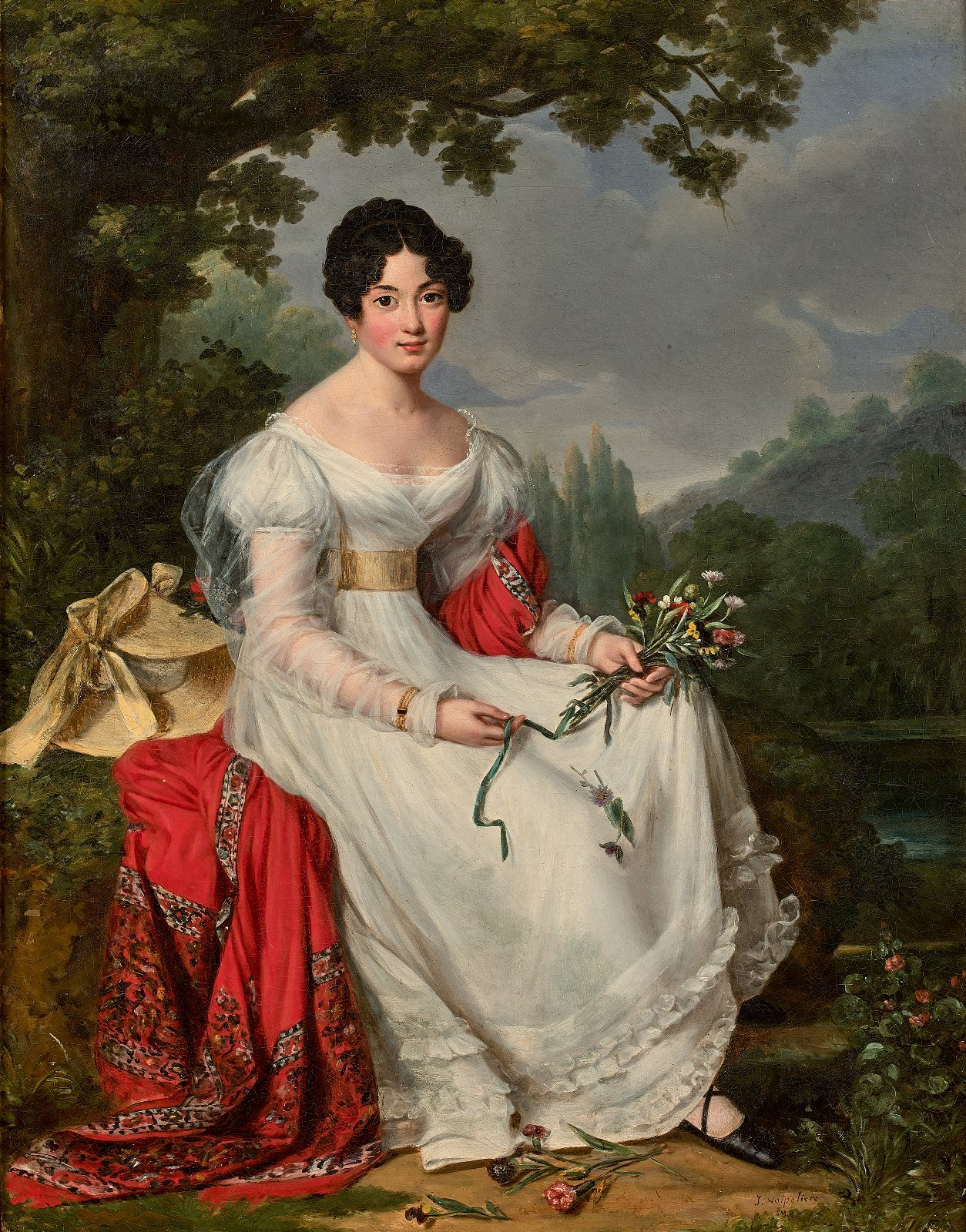
Retrato de uma dama usando um vestido branco com mangas transparentes e corpete cruzado, 1822

Durante a primeira metade da década de 1820, houve ligeiras modificações graduais dos estilos da Regência, com a posição da cintura tendendo a ser sucessivamente mais baixa do que a cintura alta da Regência (logo abaixo dos seios), e também um maior desenvolvimento das tendências do final dos anos 1810 para dar às saias uma silhueta um tanto cônica (em oposição aos estilos anteriores mais aderentes e de fluxo livre), e em ter vários tipos de decoração (às vezes grande e ornamentado) aplicados horizontalmente ao redor do vestido próximo a bainha. As mangas também começaram a aumentar de tamanho, prenunciando os estilos da década de 1830. No entanto, ainda não houve uma ruptura radical com a estética imperial. As saias ficaram ainda mais largas na parte inferior durante a década de 1820, com mais ornamentação e definição na parte inferior da saia, como pregas, pregas, babados ou laçadas de seda ou pele.
Durante a segunda metade da década de 1820, essa estética neoclássica foi decididamente repudiada, preparando o caminho para as principais características da moda dos próximos quinze anos (mangas largas, espartilhos um tanto rígidos na cintura natural, saias rodadas, chapéus elaborados de grande circunferência e ênfase visual em ombros largos e inclinados). Cores ricas como amarelo cromado e vermelho turquia tornaram-se populares, e os tecidos com grandes padrões xadrez tornaram-se moda, (outro contraste com o período da moda anterior, que privilegiava pequenas estampas delicadas em pastel). A azáfama às vezes também era usada. Os cintos acentuaram a nova cintura definida.
Os vestidos eram frequentemente usados com uma gola redonda de linho franzida semelhante a uma gorgeira elisabetana de proporções menores.

### Penteados e chapelaria

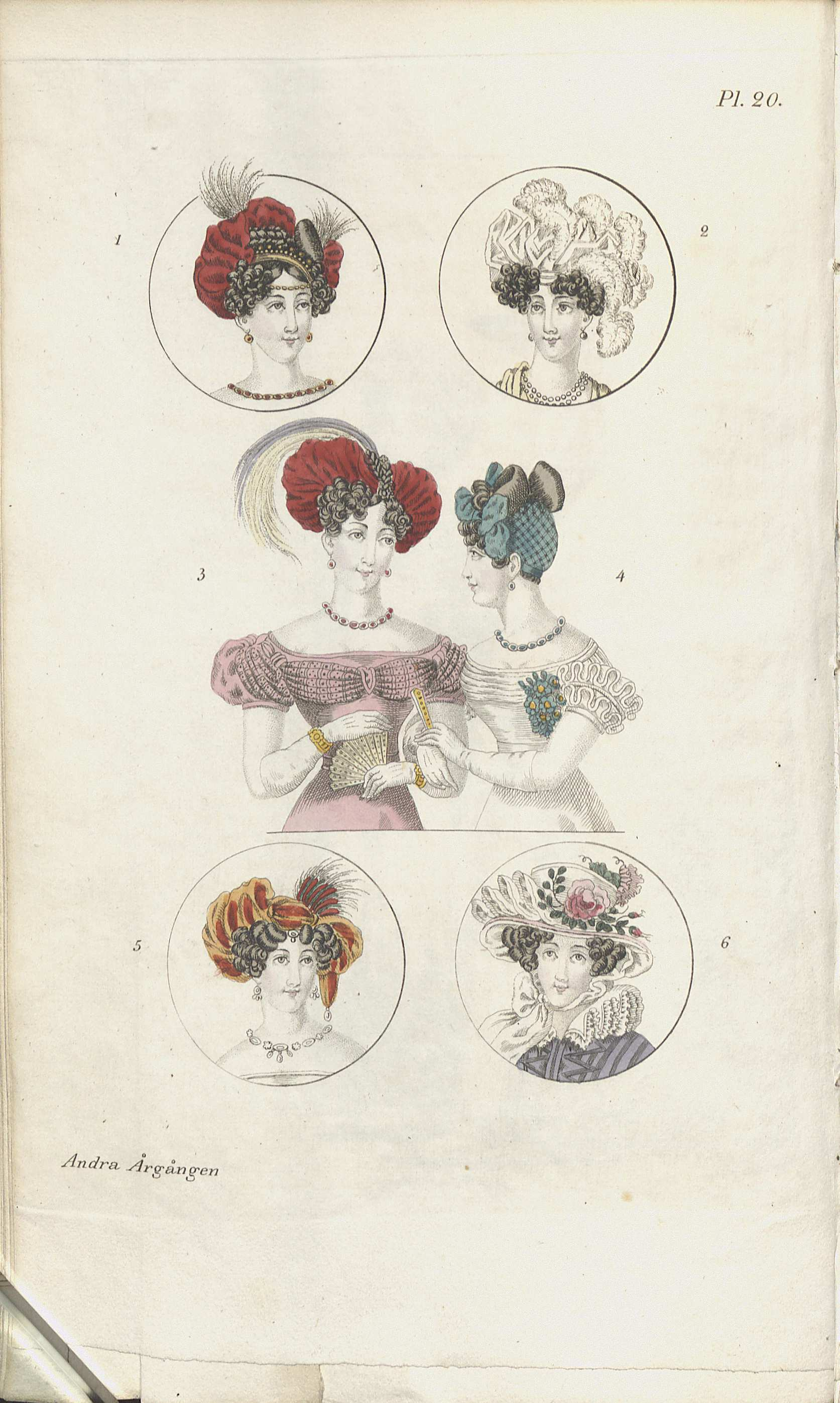
Penteados e chapéus de 1825

No início da década, o cabelo era repartido no centro da frente e penteado em cachos apertados sobre as têmporas. Com o passar da década, esses cachos se tornaram mais elaborados e expansivos. O coque nas costas tornou-se um nó em forma de laço usado no alto da cabeça. Chapéus de abas largas e gorros semelhantes a chapéus com muitas penas e enfeites de fita foram usados em meados da década.
As mulheres conservadoras casadas ou mais velhas usavam toucas internos de finos linho; estes tinham uma calota pregueada ou franzida na parte de trás para cobrir o cabelo, e uma aba estreita na frente que se alargava para cobrir as orelhas e frequentemente amarrada sob o queixo. Esses chapéus eram usados sob os gorros para roupas de rua.
As mulheres também começaram a usar gorros conhecidos como cornetas por volta de 1816. Esses gorros eram amarrados sob o queixo e usados dentro de casa. Eles também tendiam a ser muito adornados com plumas, fitas, flores e joias. Outra alternativa à corneta era o turbante, também frequentemente enfeitado com joias, o que mostra o grande interesse por culturas exóticas.

### Agasalhos
Os xale permaneceram populares. Casacos compridos eram usados em climas frios ou úmidos, capas longas em situações extremas.

### Sapatos

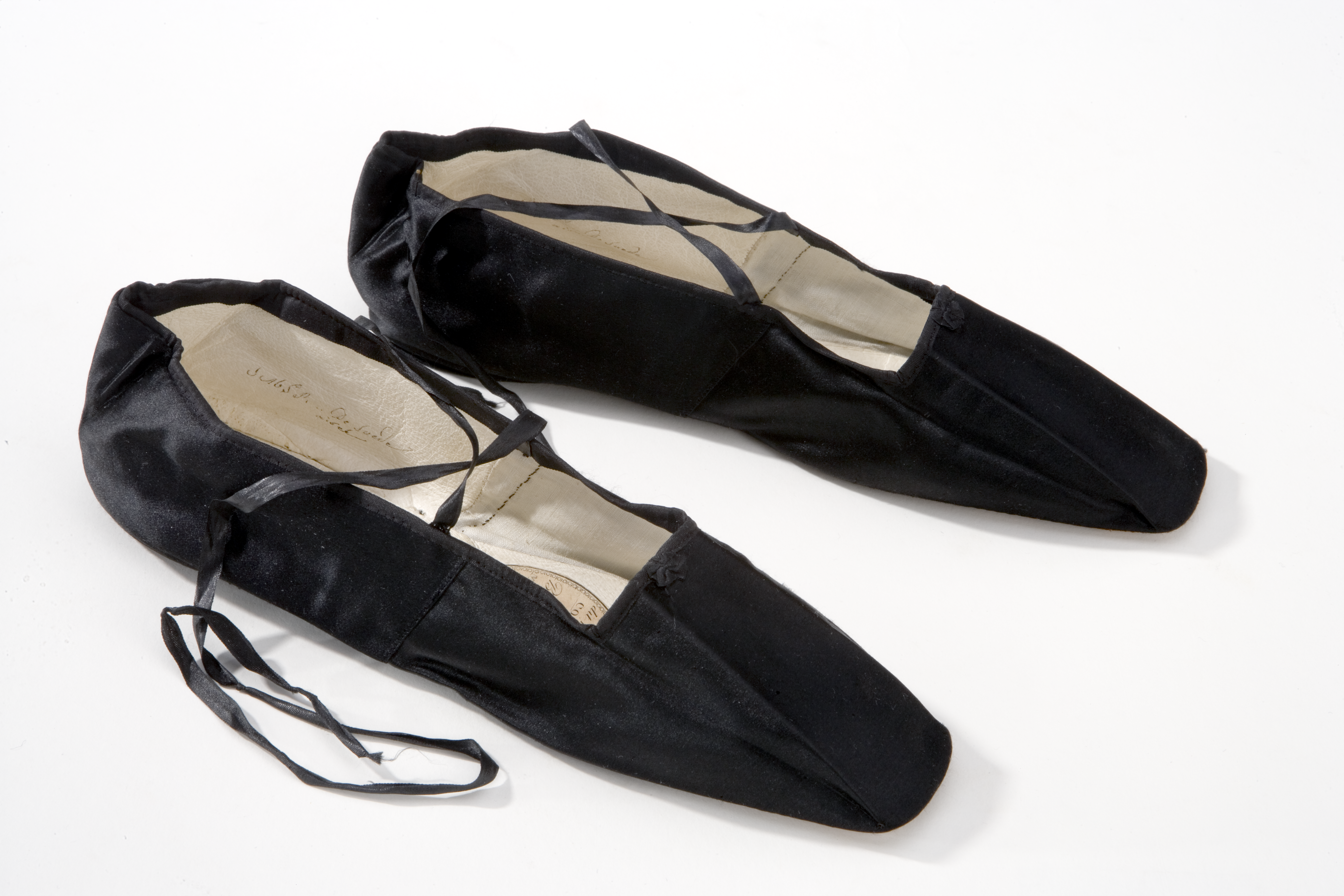
Sapatilhas pretas c. 1825

O sapato da moda era uma sapatilha rasa com meias de cano alto e jarreteiras para ocasiões formais no geral, semelhante do que era em 1810. No final da década de 1820, o primeiro sapato alto apareceu e se tornou moda para homens e mulheres. O sapato normalmente consistia em um top de tecido de sete centímetros de altura que era amarrado no lado interno e uma jarreteira de couro, estreita e quadrada.
Botas de couro acima da altura do tornozelo eram usadas com meias amarradas por jarreteiras, geralmente para situações e ações cujo iriam ser feitas em áreas externas, como passeios, sair para a rua, compras e entre outras ocasiões.

## Moda masculina

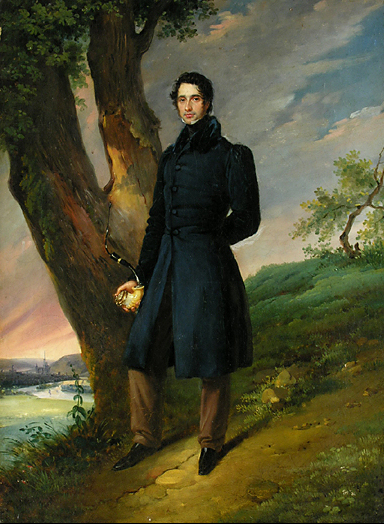
Este homem usa um casaco escuro com gola alta em formato de shawl. Suas mangas têm volume na altura dos ombros e se estreitam no pulso. Ele usa calças marrons claras, 1828.

### Visão geral
Em meados da década de 1820, as gravuras de moda masculina mostram uma silhueta ideal bem torneada com ombros largos enfatizados com bufês na cabeça da manga, uma cintura estreita e quadris muito curvos.
Um espartilho foi necessário para atingir a minúscula cintura mostrada nos pratos de moda. Já de rigueur nos guarda-roupas dos oficiais militares, homens de todas as classes médias e altas começaram a usá-los, devido à necessidade de se encaixar com a nobreza da moda. Normalmente referidos como "cintas", "cintos" ou "coletes" (como "espartilhos" e "stays" eram considerados termos femininos), eram usados para apertar a cintura em proporções às vezes minúsculas, embora às vezes fossem simplesmente coletes reforçados com ossos de baleia e laço nas costas. Muitos cartunistas contemporâneos da época zombavam da natureza reprimida dos cavalheiros rígidos, embora o estilo tenha crescido em popularidade. Esse foi o caso especialmente entre os homens de classe média, que muitas vezes usavam seu guarda-roupa para se promover, pelo menos em suas mentes, a uma classe superior - daí o nascimento do dândi.
O surgimento da lã como principal escolha de tecido para as vestimentas masculinas levou a uma revolução na alfaiataria que permitiu que o caimento e o acabamento fossem de extrema importância em oposição à ornamentação. Essa revolução permitiu que uma silhueta clássica idealizada se materializasse na moda masculina.

### Camisas e gravatas
As camisas de linho ou algodão apresentavam colarinhos altos e eram usadas com gravatas largas amarradas em um laço folgado.

### Casacos e coletes

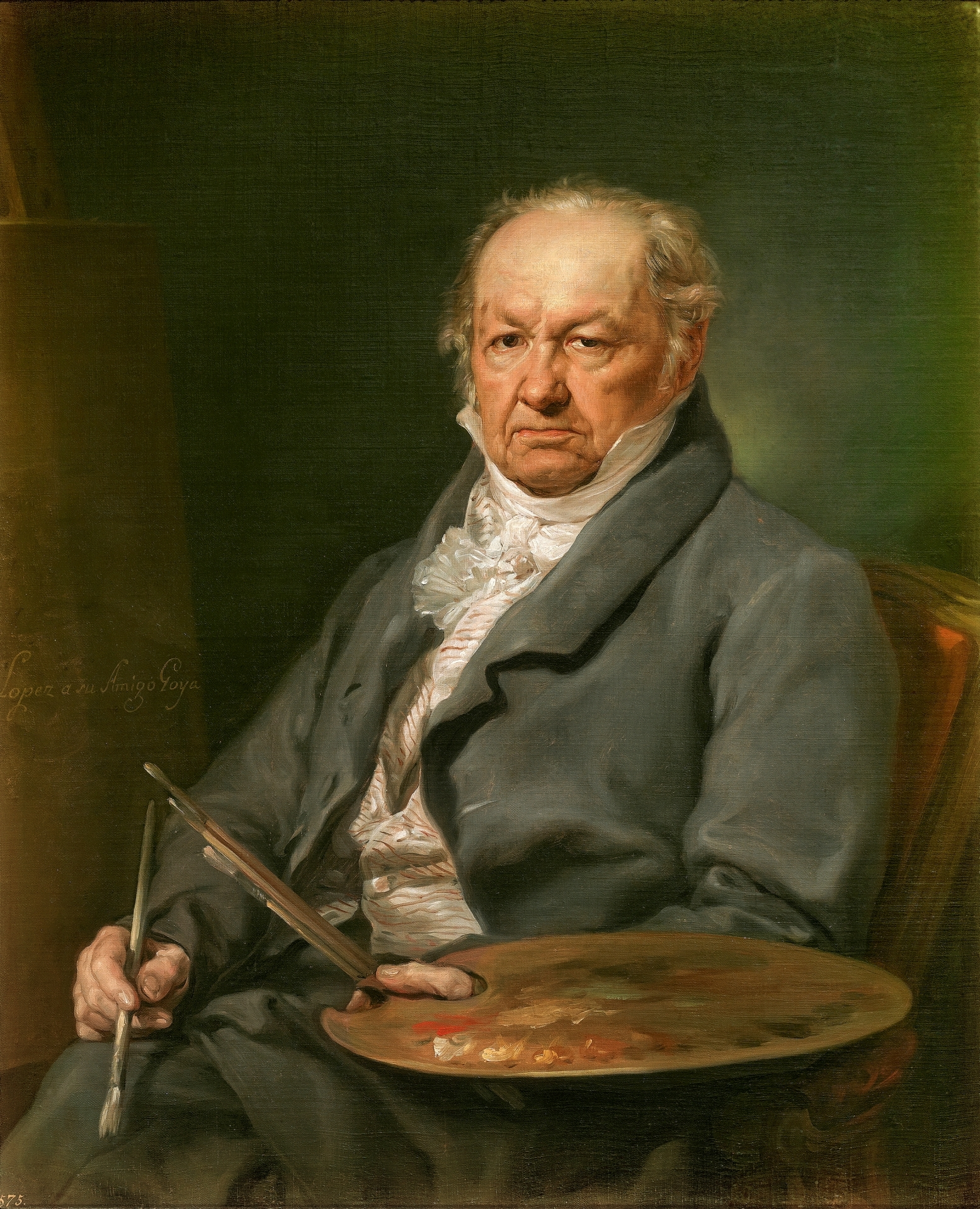
Francisco de Goya veste um casaco cinza sobre um colete de cetim e uma camisa de gola alta que chega até as orelhas, com uma gravata branca. Espanha, 1826.

Por volta de 1820, os casacos começaram a ser feitos de uma forma totalmente nova.  As caudas e lapelas foram cortadas separadamente e posteriormente fixadas ao casaco.  Isso garantiu um melhor ajuste, um maior acompanhamento dos contornos do corpo e um posicionamento mais consistente, mesmo com o casaco desabotoado.  As caudas eram estreitas, pontiagudas e caíam logo abaixo do joelho.  Os ombros eram largos e o casaco ficava fora do peito, mas apertado na cintura.  Os casacos também eram acolchoados no peito e na cintura.  Os colarinhos e lapelas também foram acolchoados para endurecê-los. Os colarinhos eram altos e parecidos com um xale para emoldurar o rosto.  Os casacos eram cortados retos na cintura.  Os coletes eram abotoados na altura do peito. Casacos cortados eram usados como no período anterior para roupas de dia formais, mas os cortes quase se encontravam na frente da cintura.
Frock coats tinham a mesma cintura apertada. As mangas muito elegantes eram franzidas ou pregueadas em formato de "perna de carneiro" ligeiramente bufante. Os casacos podiam ser feitos de lã ou veludo, e cores de joias como verde garrafa e azul meia-noite eram de alta moda. Os casacos trespassados estiveram muito na moda ao longo da década.

### Calças
As calças passaram por uma mudança notável na década de 1820.  O novo corte era um produto da Revolução Francesa, pois era considerado rude usar roupas que pareciam ricas. O comprimento da calça mudou de abaixo do joelho para abaixo do tornozelo e o ajuste da calça afrouxou ligeiramente a partir da primeira década do século XIX.  A calça apresentava cintura fina e era ligeiramente alargada na altura do quadril com pequenas pregas, criando a imagem de plenitude na região do quadril.  A introdução de alças que passavam por baixo dos pés, conhecidas como calças de estribo, também mudou o formato e o caimento dessas calças.
Calças compridas de cor clara eram usadas para o dia; estes eram cortados na altura dos quadris e coxas, afinando até os tornozelos. Eles foram mantidos suavemente no lugar por tiras presas sob os sapatos de bico quadrado. Calças escuras eram usadas para vestidos de noite e calções eram usados para funções formais na corte Britânica (como seriam ao longo do século). Calças também eram usadas para andar a cavalo e outras atividades no campo, especialmente na Grã-Bretanha, com botas de cano alto.

### Penteados e chapéus
Chapéus altos de seda voltaram a entrar na moda. Eles eram vistos como uma forma confortável e leve de proteção contra o sol e chuva, eram adequados para viagens e caça. As coroas de chapéus altos também ficaram curvadas de acordo com o novo estilo e começaram a se dilatar a partir da faixa de cabeça  para o topo. Cabelo cacheado e costeletas estavam na moda.

### Sapatos
A borracha foi introduzida na Europa e na América e criou uma mudança nos sapatos dos pattens e tamancos para a galocha. A galocha era macia e pegajosa no clima quente e dura e dura no frio. O estilo dos sapatos masculinos espelhava de perto o das mulheres, já que eram chinelos estreitos e sem salto com vampiros decotados. Eles pareciam muito frágeis, como se estivessem presos por ventosas, pois o couro mal cobria os dedos dos pés e mal agarrava o calcanhar.